# Porno for Pyros

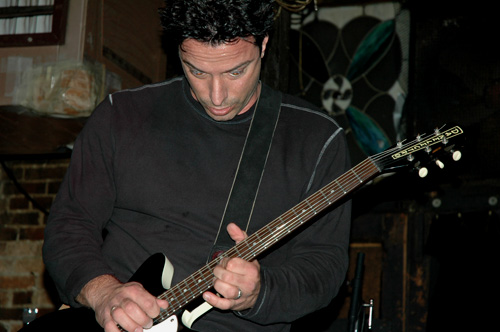
Peter DiStefano, guitariste de Porno For Pyros, en 2006

Porno for Pyros est un groupe de rock fondé en 1993 et dissous en 1997 par les membres de Jane's Addiction, Perry Farrell et Stephen Perkins. Les autres membres sont le guitariste Peter DiStefano et Martyn LeNoble à la basse. Leur premier single nommé Pets emporte un franc succès. L'album homonyme est reçu d'une manière plus mitigée par les fans de Jane's Addiction. Après une tournée et un nouvel album Good God's Urge, le groupe doit arrêter les concerts à la suite du diagnostic d'un cancer chez DiStefano.
Perkins et Watt forment par la suite un groupe de jazz-punk Banyan, parfois accompagné de DiStefano. Ils jouent des reprises des Stooges sous le nom de Hellride. En 2003, Farrel reforme le groupe Jane's Addiction ainsi que le festival Lollapalooza dont il a été l'organisateur de 1991 à 1997 avant de le stopper durant quelques années.

## Discographie

### Albums studio
- 1993 - Porno For Pyros (Warner Bros. Records)
- 1996 - Good God's Urge (Warner Bros. Records)